# Оукли, Энни
Э́нни О́укли (англ. Annie Oakley), урождённая Фи́би Энн Мо́узи (англ. Phoebe Ann Mosey, 13 августа 1860 — 3 ноября 1926), — американская женщина-стрелок, прославившаяся своей меткостью на представлениях Буффало Билла.

## Ранние годы
Энни Оукли, урождённая Фиби Энн Моузи, родилась в 1860 году в округе Дарк, штат Огайо, в семье квакеров и была шестым ребёнком в семье. Её отец скончался от пневмонии в 1866 году, когда девочке было всего 6 лет. В 1870 году нищая мать отправила девочку в местную семью, где Энни провела два года в условиях, приближённых к рабским. Своих хозяев она называла не иначе как «волки». Когда её мать повторно вышла замуж и поправила материальное положение, девочка смогла вернуться к родным. Из-за бедности, последовавшей за смертью отца, девочка редко посещала школу, однако позднее смогла получить дополнительное образование.
Чтобы поддержать мать, а также братьев и сестёр, стрелять и охотиться Энни начала уже в восьмилетнем возрасте. Подстреленную дичь она продавала в городке Гринвилл, а также в ресторанах и гостиницах южного Огайо. Вырученные средства в итоге помогли рассчитаться за закладную ферму матери к моменту пятнадцатилетия Энни.

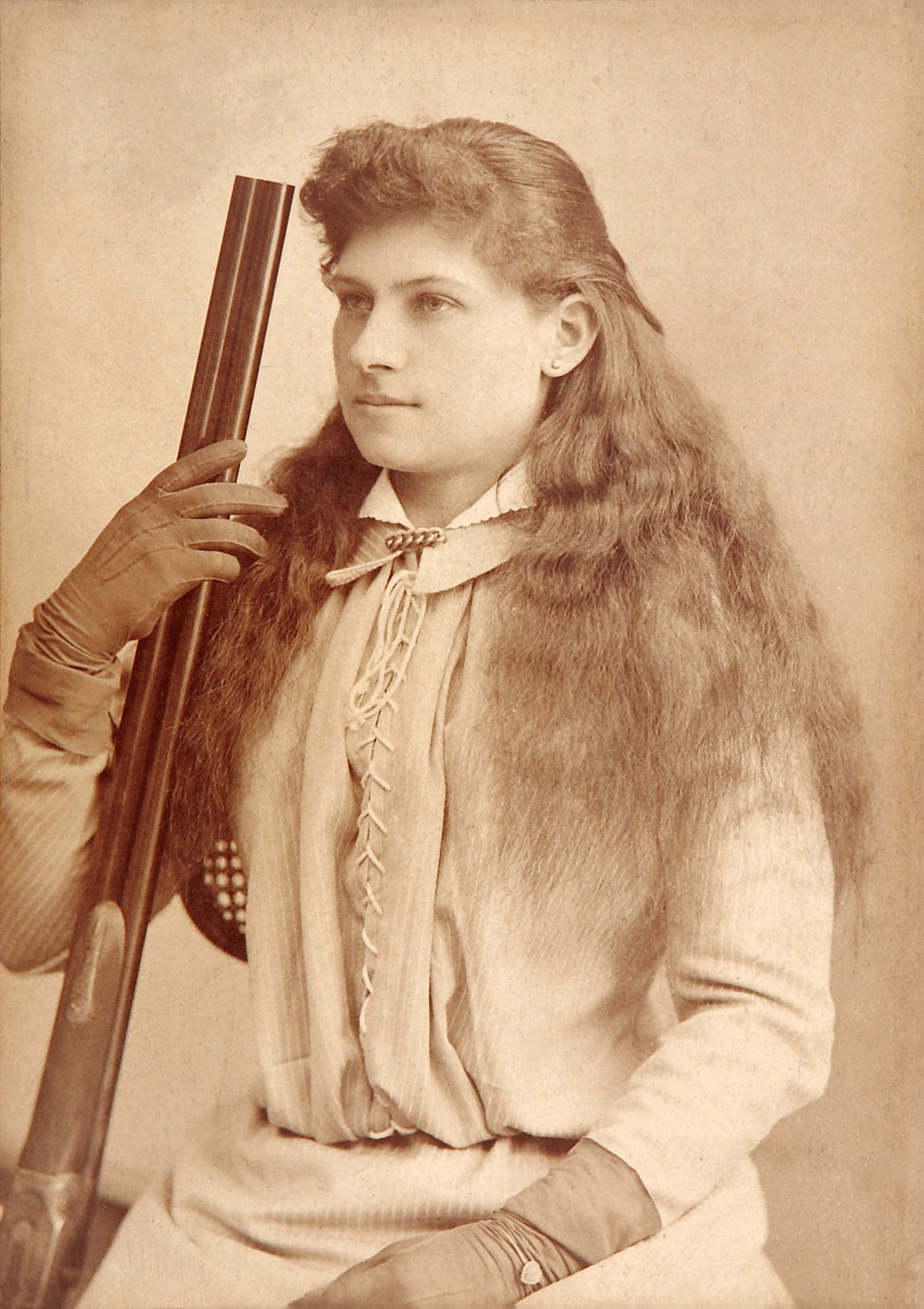
Энни Оукли с ружьём, 1880-е годы

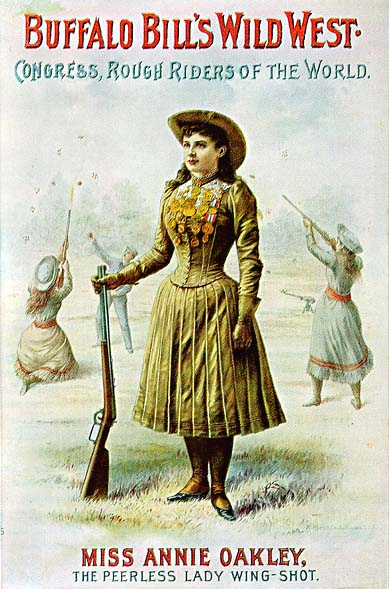
Энни Оукли на постере шоу «Дикий запад Буффало Билла»

Проявить свой талант Оукли смогла в 1881 году в Цинциннати. Странствующий стрелок-шоумен Фрэнсис Батлер поставил 100 долларов в споре с местным владельцем гостиницы на то, что сможет побить любого местного стрелка. В организованном состязании между Батлером и двадцатиоднолетней Оукли победу одержала Энни, после того как её соперник промахнулся на 25-м выстреле. За этим последовали встречи и ухаживания, и 20 июня 1882 года Батлер и Оукли сочетались браком.

## Карьера
В 1885 она начала выступать в шоу Буффало Билла «Дикий запад», что сделало её настоящей звездой. На сцене она простреливала яблоко на голове своего мужа, делала дырку в изображении сердца на тузе червей, сбивала пробки с бутылок, пулей задувала пламя свечи и стреляла назад, глядя через небольшое зеркало. Популярностью пользовался трюк, в котором она с девяностофутового расстояния (примерно 30 м) из ружья 22-го калибра разрывала на куски игральную карту и проделывала в ней ещё несколько дырок прежде, чем та падала на землю.
В Великобритании Энни Оукли давала представления для королевы Виктории, в Италии — для короля Умберто I, во Франции представала перед Мари Франсуа Сади Карно. По одной из просьб она сбила пепел с сигары недавно коронованного кайзера Германской империи Вильгельма II.
Оукли всячески способствовала службе женщин в Вооружённых силах Соединённых Штатов. В апреле 1898 года она написала письмо президенту Уильяму Мак-Кинли, в котором предлагала ему услуги 50 женщин-стрелков в случае начала войны с Испанией. Однако с началом испано-американской войны её предложение не было принято.
В 1901 году Оукли попала в железнодорожную катастрофу и получила временный паралич, однако после пяти операций смогла полностью восстановиться. Покинув в 1902 году шоу Буффало Билла, Оукли начала выступать в написанном для неё представлении «The Western Girl», где исполняла роль Нэнси Берри, использовавшей пистолет, винтовку и верёвку с целью перехитрить группу преступников. На протяжении своей карьеры Оукли обучила обращению с оружием свыше 15 тысяч женщин. Оукли твёрдо верила, что умение обращаться с оружием для женщины — не только форма физического упражнения, но и действенное средство самозащиты.
В 1903 году в газете Уильяма Херста была напечатана статья, в которой Оукли обвинялась в краже брюк с целью покупки кокаина. В реальности же аресту подверглась бурлеск-танцовщица, называвшая себя «Энни Оукли». Хотя сведения из статьи позже были опровергнуты, репутации Оукли был нанесён серьёзный урон.
Поздние годы Энни Оукли продолжала устанавливать рекорды и в 60-летнем возрасте. Одновременно она занималась благотворительной деятельностью и выступала в защиту прав женщин. В 1922 году на соревнованиях в Северной Каролине 62-летняя Оукли поразила все 100 выстроенных в ряд мишеней с расстояния 16 ярдов (14,63 метра).

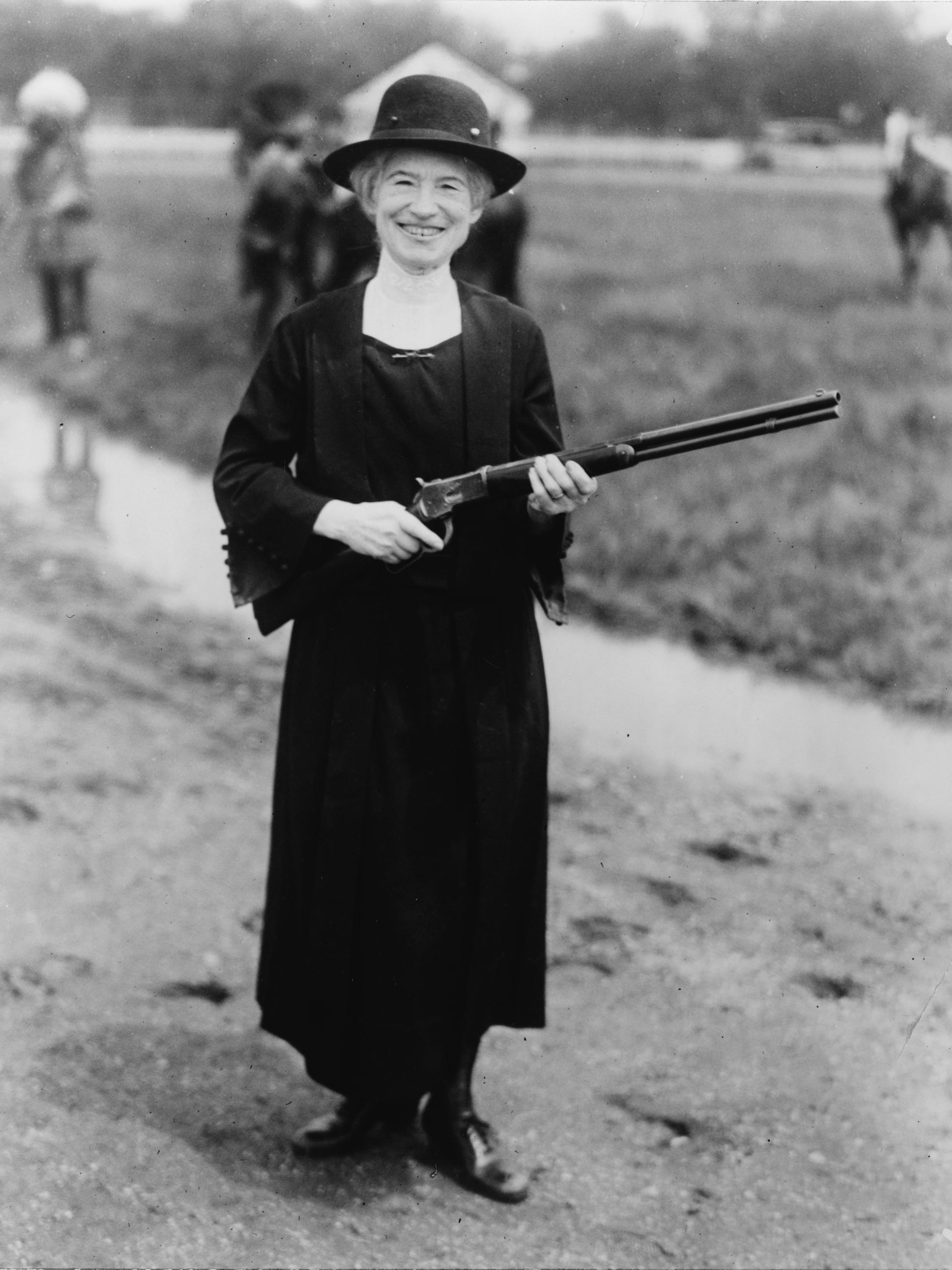
Энни Оукли с ружьём, подаренным Буффало Биллом, 1922 год

В 1922 году Оукли с мужем попали в автомобильную аварию, в результате которой ей пришлось носить ортопедический аппарат на правой ноге. В 1924 году, после полутора лет восстановления, она вновь вернулась к привычной деятельности. Однако в 1925 году её здоровье пошатнулось и 3 ноября 1926 года в 66-летнем возрасте она скончалась от пернициозной анемии. Похоронена Оукли в Гринвилле, штат Огайо. Батлер был сильно подавлен смертью жены и умер всего 18 дней спустя.